# Бенетов кенгур пењач
Бенетов кенгур пењач (лат. Dendrolagus bennettianus) је врста сисара из породице кенгура и валабија (Macropodidae).

## Распрострањење
Ареал врсте је ограничен на једну државу. Североисток аустралијске државе Квинсленд је једино познато природно станиште врсте.

## Станиште
Станишта врсте су шуме и речни екосистеми. Врста је по висини распрострањена од нивоа мора до 1.400 метара надморске висине. 

## Угроженост
Ова врста је на нижем степену опасности од изумирања, и сматра се скоро угроженим таксоном.